# Sia Tolno
Pour l’article homonyme, voir Tolno (homonymie).
Sia Tolno née le 21 février 1975 à Guéckédou en république de Guinée, est une chanteuse, auteure et compositrice guinéenne.
Elle est lauréate du Prix Découverte RFI en 2011.

## Biographie

### Jeunesse et débuts
Sia Tolno est une chanteuse, auteure, compositrice née le 21 février 1975 à Gueckedou, une ville de la Guinée forestière région au sud-est de la Guinée proche de la frontière avec la Sierra Leone et le Liberia, habitée en majorité par les Kissi,. Elle grandit à Freetown, la capitale de la république de Sierra Leone, où son père enseigne le français. Durant son enfance, difficile, au cours de laquelle elle subit l’éducation sévère de son père et les brimades de ses belles-mères, elle se réfugie dans l’écriture et la poésie, la comédie et le chant, et part vivre chez un oncle dans un appartement partagé par 30 personnes. Ces conditions difficiles ne l’empêchent pas de passer son baccalauréat et d’espérer étudier le droit.
Elle est remarquée par le chanteur Steady Bongo (en) et devient sa choriste, tout en suivant en parallèle des études d’informatique, mais cette période ne dure pas car la Guerre civile sierraléonaise l’oblige à fuir et à se réfugier dans son pays la Guinée,,, d’abord dans sa ville natale Gueckedou puis dans la capitale Conakry en 1996.
Sia Tolno revendique l’essence guinéenne de sa musique, bien que celle-ci brasse de nombreuses influences telles le blues, le funk, la chanson, le RnB, la soul, et l’afrobeat.
Elle commence à chanter dans les bars et les night clubs avec un répertoire composé de reprises soul et de chansons françaises (La Vie en rose d’Édith Piaf ou Ne me quitte pas de Jacques Brel dans la version de Nina Simone), américaines (Whitney Houston, Mariah Carey, Gloria Estefan) et africaines (Miriam Makeba et Monique Séka).
En 2002, elle sort son premier album La Voix de la forêt de dimension nationale et elle donne plusieurs concerts en Guinée forestière dans le cadre d'une vaste campagne de distribution de vivres et de médicaments aux réfugiés de guerre et aux déplacés avec l’aide de l’ONU, de l’Ambassade de France en Guinée, et de l’église catholique de Guinée.
Cet apprentissage la conduit finalement à représenter la Guinée au concours Africastar,à Libreville au Gabon en 2008, où elle termine à la troisième place. La puissance de sa voix, régulièrement comparée à celles d’Angélique Kidjo ou de Miriam Makeba impressionne le musicien gabonais Pierre Akendengué qui la présente au label Lusafrica,.

### Carrière internationale
Son premier album international, Eh Sanga sort en 2009 sous le label Lusafrica. Dans un style musical essentiellement Mandingue, il est arrangé par Kante Manfila , produit par José da Silva, et enregistré principalement à Conakry mais aussi à Paris et La Havane. Tous les morceaux sont écrits et composés par Sia Tolno. Plusieurs chansons racontent la guerre civile sierraléonaise.
Sia Tolno fait ensuite ses premiers pas sur les scènes françaises, entre autres en première partie de Cesária Évora. Elle commence à s’y faire un nom auprès des amateurs de musique africaine. L'enregistrement de son deuxième album s'effectue au studio de Mory Kanté, avec des arrangements signés François Bréant. My Life sort le 19 septembre 2011,. Elle commence à y métisser les instruments traditionnels guinéens avec le style afrobeat. On y découvre des textes engagés en faveur des droits de l’homme en Afrique. Elle y raconte aussi certains épisodes de sa vie comme la période « cigarettes, liqueurs et poches vides » des nights clubs de Conakry dans la chanson « Malaya ». Sa voix et sa présence scénique lui donnent de remporter le Prix Découvertes RFI 2011,, qu’elle reçoit des mains de Richard Bona le 27 septembre 2011 au Gabon. Ce prix lui permet de réaliser une tournée en France et dans 24 pays en Afrique.

#### African Woman
Son dernier album à ce jour, African Woman, est sorti en juin 2014, sur le même Label que les précédents Lusafrica. Sia a clairement opté pour le style afrobeat,,, funk tribal plein de groove, fusion des éléments afro-américains du funk, du jazz, de la musique d'Afrique occidentale, de la musique traditionnelle nigériane et des rythmes yoruba, dont le musicien nigérien Fela Anikulapo Kuti est considéré comme l’inventeur. African Woman est d’ailleurs produit par Tony Allen,,, le batteur de Fela. Sia y chante des textes engagés, dénonçant l’excision (Kekeleh) et le machisme (Manu), la corruption de la police africaine (African Police), apostrophant le président dictateur libérien Charles Taylor à propos de ses exactions (Rebel Leader), se faisant l’avocate de l’éducation et de l’égalité des femmes et plaidant pour le rôle essentiel des femmes africaines dans le développement de leur continent (waka waka woman),. Elle y décrit les difficultés de la jeunesse africaine, coincée entre l’autorité parentale et les contraintes sociales (Idjo Weh), poussée vers une émigration risquée comme les adolescents Yaguine Koita et Fodé Tounkara retrouvés morts dans le train d’atterrissage d’un avion pour l’Europe (Yaguine & Fodé),,. Sia est particulièrement sensibilisée au sujet puisque son jeune frère a disparu en tentant lui-même d’émigrer vers l’Espagne.
Dans sa critique de l’album, Télérama décrit Sia Tolno comme une « voix polyglotte de caractère … véhiculant une sorte de rage sans céder une once de grâce … un chant tout en énergie et vibrant d’une colère légitime … apportant assez de sensualité pour rafraîchir » l’afrobeat, un genre musclé et rugueux habituellement réservé aux hommes.
Sia travaille actuellement à son prochain album "This Train", arrangé réalisé et produit par Nicolas Gueret, qui sortira le 26 janvier 2018.
En 2022, elle chante le titre Ukraine, en l'honneur des Ukrainien dont le territoire est attaques par les Russe depuis 2022.

## Implication dans la vie civile
- Ambassadrice de bonne volonté pour l'Union du fleuve Mano en 2009
- Ambassadrice pour la cause des enfants vulnérables dans l'ONG Asufe Guinée en 2010

## Vie personnelle
Sia Tolno vit en Île-de-France avec ses deux enfants depuis septembre 2013.

## Discographie
- 2002 : La Voix de la forêt
- 2009 : Eh Sanga
- 2011 : My Life
- 2014 : African Woman [1],[8]
- 2018 : This Train
- 2022 : Ukraine

## Récompenses
- 2002 : Meilleure voix féminine Djembé d’or Guinée,
- 2011 : Lauréate du Prix Découvertes RFI.